# Universität von Konstantinopel
Die Universität von Konstantinopel (auch Athenaeum), auch als die Magnaura-Hochschule bekannt, war eine höhere Bildungseinrichtung im Oströmischen bzw. Byzantinischen Reich, die in der Spätantike entstand. Obwohl von kaiserlicher Seite wiederholt ordnend eingegriffen wurde, handelte es sich nicht um eine staatliche Einrichtung, sondern um ein Konglomerat von privaten, voneinander unabhängigen Stiftungen.

## Geschichte
Am 27. Februar 425 stellte der oströmische Kaiser Theodosius II. die Lehrtätigkeit in Konstantinopel per Gesetz (CTh 14,9,3) unter staatliche Aufsicht. Damals existierten "Lehrstühle" für Philosophie, Recht, Medizin, Geometrie, Arithmetik, Astronomie, Musik, Rhetorik und andere Fächer. Nunmehr sollte es nur noch 31 Dozenten der studia liberalia geben, die staatlich besoldet wurden, Amtstracht tragen und korporiert sein mussten. Nur sie durften im auditorium Capitolii lehren. 15 dieser Dozenten waren für Lateinische Sprache und 16 für Griechische Sprache vorgesehen. Hinzu kamen noch ein Professor für griechische Philosophie sowie zwei für Römisches Recht (die Sprache der Juristen war Latein). Somit war die Hohe Schule mindestens zweisprachig – ebenso wie die Verwaltung des spätantiken Oströmischen Reiches. Erst seit etwa 600 wurde in Konstantinopel entsprechend dem Bedeutungsverlust des Lateinischen nur mehr griechische Literatur gelehrt. 
Die Bezeichnung „Universität“ ist nicht zeitgenössisch und eigentlich irreführend, da es sich bei den Hohen Schulen von Konstantinopel auch nach 425 eher um Einrichtungen in antiker Tradition handelte als um etwas, das der westeuropäischen Universität vergleichbar gewesen wäre, denn neben den besonders privilegierten 32 Dozenten gab es auch weiterhin viele andere Lehrende in der Stadt.
425 wurde auch die Bibliothek großzügig vom Kaiser gefördert, so dass sie schließlich 120.000 Werke umfasst haben soll. Im Jahre 849 wurde die Struktur der Hohen Schule unter dem Regenten Bardas reformiert – wobei sehr wahrscheinlich ist, dass es sich eigentlich um eine Neugründung handelt, da die Tradition der ersten Einrichtung im 8. Jahrhundert weitgehend erloschen zu sein scheint. Überhaupt waren viele Gründungen personenbezogen und bestanden nur bis zum Tod der jeweiligen Lehrenden. Die Universität umfasste die Bereiche Medizin, Philosophie, Recht und Forstwissenschaft. Gleichzeitig gab es im mittelalterlichen Konstantinopel Kunst- und Wirtschaftsakademien sowie „Technische Hochschulen“ und Bibliotheken, die sich über die ganze Innenstadt verteilten. Nach der Eroberung der Stadt durch die Osmanen im Jahr 1453 werden die Hohen Schulen nicht mehr erwähnt.

## Bedeutende Lehrende
- Isidor von Milet, Physiker, Mathematiker, Architekt unter Justinian
- Johannes Lydos (6. Jahrhundert), Antiquar und Rhetor
- Stephanos von Byzanz (7. Jahrhundert), Geograph, Grammatiker, Neuplatoniker
- Kyrill von Saloniki (826–869), Apostel der Slawen
- Leon der Mathematiker (9. Jahrhundert), Mathematiker und Philosoph
- Patriarch Photius I. (9. Jahrhundert), Lehrer für Theologie, Philosophie, Rhetorik und Grammatik
- Michael Psellos (11. Jahrhundert), Universalgelehrter
- Johannes Mauropous (11. Jahrhundert), Antiquar
- Johannes VIII., Patriarch von Konstantinopel
- Johannes Argyropulos, Humanist, Lehrer am Katholikon Museion

- Theodoros, Lehrer für Geometrie.
- Theodoghius, Lehrer für Astronomie.
- Kometas, Lehrer für Griechische Philologie.

## Bekannte Studenten
- Johannes Maron I., erster maronitischer Patriarch
- Zar Simeon I. (Bulgarien)
- Niketas Choniates Staatsmann, Historiker: jüngerer Bruder von Michael
- Michael Choniates (auch Acominatus, 1140–1220) Erzbischof von Athen, Schriftsteller;